# Saint-Launeuc
Saint-Launeuc è un comune delegato e frazione del comune di Merdrignac, situato nel dipartimento delle Côtes-d'Armor nella regione della Bretagna. In precedenza comune autonomo, il 1º gennaio 2025 è confluito nel comune di Merdrignac.

## Società

### Evoluzione demografica
Abitanti censiti